# Liste der Naturdenkmale im Landkreis Leer
Die Liste der Naturdenkmale im Landkreis Leer enthält die Naturdenkmale im Landkreis Leer in Niedersachsen. Am 31. Dezember 2017 gab es laut der Übersicht des Niedersächsischen Landesbetriebs für Wasserwirtschaft, Küsten- und Naturschutz im Landkreis Leer 78 Naturdenkmale außerhalb der Ruhezone (I) und Teilen der Zwischen-(II) und Erholungszone (III) des Nationalparks Niedersächsisches Wattenmeer.

## Naturdenkmale

### Bunde
In der Gemeinde Bunde sind 4 Naturdenkmale verzeichnet.
| Bild | Bezeichnung                   | Ort, Lage                                                                                 | Beschreibung | Schutzzweck         | Nummer     |
| ---- | ----------------------------- | ----------------------------------------------------------------------------------------- | ------------ | ------------------- | ---------- |
| BW   | 1 Linde und 1 Blutbuche       | Wymeer beim Pfarrhaus an der Kirchstraße (53° 8′ 2,7″ N, 7° 14′ 23,7″ O)                  |              | Eigenart, Schönheit | ND-LER 023 |
| BW   | 1 Blutbuche                   | Bunde Blinke 2 (53° 11′ 4,6″ N, 7° 16′ 0,5″ O)                                            |              | Eigenart, Schönheit | ND-LER 024 |
| BW   | 1 Blutbuche                   | Bunde Mühlenstraße 48 (53° 11′ 22,1″ N, 7° 16′ 20,3″ O)                                   |              | Eigenart, Schönheit | ND-LER 025 |
| BW   | 1 Linde, genannt „Mühlenbaum“ | Wymeer Im Nordwesten von Wymeer, westlich vom Hessentief (53° 8′ 22,9″ N, 7° 12′ 21,5″ O) |              | Eigenart, Schönheit | ND-LER 026 |

### Hesel
In der Samtgemeinde Hesel sind 8 Naturdenkmale verzeichnet.
| Bild            | Bezeichnung          | Ort, Lage                                                                                           | Beschreibung | Schutzzweck         | Nummer     |
| --------------- | -------------------- | --------------------------------------------------------------------------------------------------- | ------------ | ------------------- | ---------- |
| BW              | 2 Eichen             | Hesel Am Forsthaus Kloster Barthe, südlich der L 24 (53° 18′ 11,3″ N, 7° 37′ 35,9″ O)               |              | Schönheit           | ND-LER 075 |
| BW              | Baumreihe (5 Linden) | Hesel Weilerlage Hasselt, Hasselter Straße 16, nördlich des Hauses (53° 17′ 8,7″ N, 7° 38′ 32,7″ O) |              | Schönheit           | ND-LER 076 |
| BW              | 2 Linden             | Holtland Süderstraße 37 (53° 16′ 33,3″ N, 7° 34′ 53″ O)                                             |              | Schönheit           | ND-LER 077 |
| BW              | 1 Linde              | Hesel 1,5 km westlich von Hesel-Klein-Hesel, Dorfstr. 20 (53° 18′ 12,5″ N, 7° 34′ 6,9″ O)           |              | Eigenart, Schönheit | ND-LER 078 |
| BW              | 1 Blutbuche          | Holtland Süderstraße 4 (53° 16′ 44,7″ N, 7° 34′ 31,7″ O)                                            |              | Eigenart, Schönheit | ND-LER 080 |
| Fotos hochladen | 2 Linden             | Hesel Ortsmitte, an der alten Posthalterei (53° 18′ 19,6″ N, 7° 35′ 33,1″ O)                        |              | Eigenart, Schönheit | ND-LER 081 |
| BW              | 1 Linde              | Stiekelkamperfehn östlich des Grundstückes Grüner Weg 7 (53° 20′ 12,2″ N, 7° 33′ 57,8″ O)           |              | Eigenart, Schönheit | ND-LER 082 |
| BW              |                      | Stiekelkamperfehn Schwarzer Weg 27 (53° 20′ 12,2″ N, 7° 33′ 57,8″ O)                                |              |                     | ND-LER 083 |

### Jümme
In der Samtgemeinde Jümme sind 4 Naturdenkmale verzeichnet.
| Bild | Bezeichnung | Ort, Lage | Beschreibung | Schutzzweck                                 | Nummer       |
| ---- | ----------- | --- | ------------ | ------------------------------------------- | ------------ |
| BW   | 1 Linde     | Detern Wurteckstraße, auf dem Friedhof an der Kirche (53° 12′ 33,5″ N, 7° 40′ 19,6″ O)                        |              | Eigenart, Schönheit, Natur- und Heimatkunde | ND-LER 071   |
| BW   | 2 Linden    | Nortmoor auf dem Friedhof bei der Kirche (53° 14′ 53,7″ N, 7° 33′ 36,7″ O)                                    |              | Schönheit                                   | ND-LER 072   |
| BW   | 1 Platane   | Stickhausen an der Niederung an der Jümme (53° 13′ 6,2″ N, 7° 38′ 34,4″ O)                                    |              | Schönheit                                   | ND-LER 073   |
| BW   | 1 Eiche     | Nortmoor Östlich Nortmoor, an der Holtlander Straße, 150 m nördlich der L 20 (53° 14′ 39,5″ N, 7° 35′ 5,3″ O) |              | Eigenart, Schönheit                         | ND-LER 074   |
| BW   | 1 Linde     | Nortmoor An der Dorfstraße L 821 / Ecke Rüscheweg (53° 14′ 33,4″ N, 7° 34′ 56,1″ O)                           |              | Seltenheit, Schönheit                       | ND-LER 074.1 |

### Leer (Ostfriesland)
In der Stadt Leer sind 15 Naturdenkmale verzeichnet.
| Bild            | Bezeichnung                                                             | Ort, Lage | Beschreibung | Schutzzweck                       | Nummer                           |
| --------------- | ----------------------------------------------------------------------- | --- | ------------ | --------------------------------- | -------------------------------- |
| Fotos hochladen |                                                                         | Leer Am Westrand der Stadt, Plytenbergstraße (53° 13′ 40,4″ N, 7° 26′ 15″ O) |              | Heimatkunde                       | ND-LER 001Plytenberg mit 1 Linde |
| BW              | 1 Linde                                                                 | Nüttermoor An der Trah 1a (53° 15′ 36″ N, 7° 26′ 8,2″ O) |              | Eigenart, Schönheit               | ND-LER 002                       |
| Fotos hochladen | 1 Blutbuche                                                             | Leer An der Pastorei am Patersgang (53° 13′ 37,6″ N, 7° 26′ 52,1″ O) |              | Eigenart, Schönheit               | ND-LER 003                       |
| Fotos hochladen | 1 Blutbuche                                                             | Leer Bremer Straße 78 (53° 14′ 6,6″ N, 7° 28′ 29″ O) |              | Schönheit                         | ND-LER 004                       |
| Fotos hochladen | 1 schlitzblättrige Linde                                                | Leer Bergmannstraße 33 (53° 13′ 56,8″ N, 7° 27′ 22,7″ O) |              | Eigenart, Schönheit               | ND-LER 005                       |
| BW              | 1 Platane                                                               | Leer Bergmannstraße 36/Seefahrtschule (53° 13′ 57,7″ N, 7° 27′ 25,9″ O) |              | Eigenart                          | ND-LER 006                       |
| Fotos hochladen | 2 Blutbuchen, 1 Trauerbuche                                             | Leer Bremer Straße 45, an der Ostfriesischen Volksbank (53° 14′ 6,6″ N, 7° 28′ 15,8″ O) |              | Schönheit, Eigenart               | ND-LER 007                       |
| BW              | 1 Eiche                                                                 | Heisfelde Dorfstraße 9 (53° 14′ 40,1″ N, 7° 27′ 15,7″ O) |              | Eigenart, Schönheit               | ND-LER 008                       |
| Fotos hochladen | 1 schlitzblättrige Buche, 1 Goldilex                                    | Loga e Hauptstraße 40 (53° 14′ 12,1″ N, 7° 29′ 18,8″ O) |              | Schönheit, Seltenheit             | ND-LER 009                       |
| BW              | 1 Blutbuche                                                             | Leer Mühlenstraße 120 (Krokodil-Apotheke) (53° 13′ 52,6″ N, 7° 27′ 42,9″ O) |              | Eigenart, Schönheit               | ND-LER 010                       |
| Fotos hochladen | Lindenlaubengang (55 Linden)                                            | Loga Hoher Weg 11a (53° 14′ 2,8″ N, 7° 29′ 35″ O) |              | Natur- und Heimatkunde            | ND-LER 011                       |
| Fotos hochladen | Baumbestand aus 10 Buchen und 3 Eichen an der ehemaligen Jugendherberge | Loga Gräfin-Julia-Straße 7 (53° 14′ 23,9″ N, 7° 29′ 11,4″ O) |              | Schönheit, Natur- und Heimatkunde | ND-LER 012                       |
| BW              | 1 Findling                                                              | Heisfelde Auf dem Gelände der Freiwilligen Feuerwehr Heisfelde, Bahndamm 35, ca. 3 m westlich der Ostgrenze und 14 m von der Nordgrenze des Flurstücks entfernt (53° 14′ 6,4″ N, 7° 28′ 15,2″ O) |              |                                   | ND-LER 013                       |
| Fotos hochladen | 1 Findling                                                              | Leer Auf der Westseite des Grundstücks Bremer Straße 47 auf dem Gelände der Ostfriesischen Volksbank (53° 14′ 50,2″ N, 7° 27′ 52,3″ O)                                                           |              |                                   | ND-LER 014                       |
| Fotos hochladen | 1 Findling                                                              | Leer Auf der Westseite am Fuß des Plytenbergs (53° 13′ 40,8″ N, 7° 26′ 13,4″ O) |              |                                   | ND-LER 045                       |

### Moormerland
In der Gemeinde Moormerland sind 18 Naturdenkmale verzeichnet.
| Bild | Bezeichnung                           | Ort, Lage | Beschreibung | Schutzzweck                       | Nummer     |
| ---- | ------------------------------------- | --- | ------------ | --------------------------------- | ---------- |
| BW   | 85 Linden, Baumbestand des Friedhofes | Neermoor Westrand von Neermoor, südlich der Kirchstraße (B 70) (53° 18′ 10,8″ N, 7° 25′ 59,2″ O) |              | Eigenart, Schönheit, Seltenheit   | ND-LER 027 |
| BW   | 1 Stechpalme                          | Oldersum Tuitjebültsweg, Grundstück östlich der Kirche (53° 19′ 44,8″ N, 7° 20′ 23,6″ O) |              | Eigenart, Seltenheit              | ND-LER 029 |
| BW   | 1 Linde                               | Oldersum Hafenstraße 17. Die Fällung wurde 2010 genehmigt. (53° 19′ 34,5″ N, 7° 20′ 34,3″ O) |              | Schönheit                         | ND-LER 030 |
| BW   | 2 Linden                              | Rorichum im Nordwesten von Rorichum, Klunderburgstraße 28 (53° 19′ 18,1″ N, 7° 21′ 11,3″ O) |              | Schönheit                         | ND-LER 031 |
| BW   | 8 Linden im Halbkreis                 | Warsingsfehn Nördlich von Warsingsfehn, ca. 100 m östlich des Hauptkanals, nordwestlich der 2. Norderwieke (53° 19′ 33,3″ N, 7° 28′ 53,3″ O)                                                             |              | Schönheit, Natur- und Heimatkunde | D-LER 032  |
| BW   | 1 alte Linde                          | Warsingsfehn Postweg 34 (53° 19′ 26,7″ N, 7° 28′ 20,9″ O) |              | Eigenart, Schönheit               | ND-LER 033 |
| BW   | 1 Rotbuche                            | Warsingsfehn im Pfarrgarten (53° 19′ 5,4″ N, 7° 29′ 26,7″ O) |              | Schönheit                         | ND-LER 034 |
| BW   | 1 Blutbuche                           | Veenhusen Veenhuser Kolonie, auf dem Friedhof (53° 17′ 32,4″ N, 7° 29′ 35,8″ O) |              | Eigenart, Schönheit, Seltenheit   | ND-LER 035 |
| BW   | 1 Kastanie                            | Gandersum Zollhausstraße 17, im alten Pfarrhausgarten (53° 19′ 23,9″ N, 7° 18′ 46,1″ O) |              | Schönheit                         | ND-LER 036 |
| BW   | 2 Linden                              | Jheringsfehn Alte Beek 8 (Westseite) (53° 19′ 3,9″ N, 7° 31′ 7″ O) |              | Schönheit                         | ND-LER 037 |
| BW   | 1 Linde                               | Oldersum an der Ecke Emder Straße / Einfahrt zur ehemaligen Werft (53° 19′ 37,5″ N, 7° 20′ 17,9″ O) |              | Natur- und Heimatkunde            | ND-LER 038 |
| BW   | 10 Eichen                             | Veenhusen nördlich der Straße „Zu den Eichen“ / BAB 31 (53° 17′ 0,2″ N, 7° 29′ 25,1″ O) |              | Schönheit, Natur- und Heimatkunde | ND-LER 039 |
| BW   | 3 Linden                              | Boekzetelerfehn Einmündung der 6. Innenwieke in den Boekzetelerfehnkanal (53° 19′ 56,3″ N, 7° 30′ 55,8″ O)                                                                                               |              | Heimatkunde                       | ND-LER 040 |
| BW   | 4 Linden                              | Veenhusen Friesenstraße 35 (53° 17′ 58,3″ N, 7° 29′ 54″ O) |              | Schönheit                         | ND-LER 041 |
| BW   | 1 Esche                               | Neben dem Wohnhaus auf dem Grundstück „Auf der Kave 14“ (53° 17′ 18,8″ N, 7° 28′ 4,5″ O) |              | Schönheit, Seltenheit             | ND-LER 042 |
| BW   | 6 Linden als Schutzanpflanzung        | Terborg Unterschöpfwerkstraße 4 (53° 17′ 47,2″ N, 7° 23′ 42,7″ O) |              | Heimatkunde                       | ND-LER 043 |
| BW   | 1 Roter Granitfindling                | Boekzetelerfehn Südöstlich des Boekzeterlerfehnkanals und des Sauteler Kanals, östlich der Beekswieke unter der Erde (53° 19′ 20,6″ N, 7° 30′ 49,3″ O)                                                   |              |                                   | ND-LER 044 |
| BW   | 1 Findling                            | Jheringsfehn Neuebeek 134, nördlich des Hauses, ca. 18 m in südöstlicher Richtung zur Nord-/Westgrenze und ca. 4,5 m in westlicher Richtung zur Ostgrenze des Grundstücks (53° 18′ 1,4″ N, 7° 31′ 38″ O) |              |                                   | ND-LER 083 |

### Ostrhauderfehn
In der Gemeinde Ostrhauderfehn ist ein Naturdenkmal verzeichnet.
| Bild | Bezeichnung | Ort, Lage                                                                                            | Beschreibung | Schutzzweck | Nummer     |
| ---- | ----------- | --- | ------------ | ----------- | ---------- |
| BW   | 1 Eiche     | Langholt Hoflage östlich des Leda-Jümme-Weges, 200 m südlich der B 438 (53° 8′ 7″ N, 7° 35′ 55,8″ O) |              | Schönheit   | ND-LER 046 |

### Rhauderfehn
In der Gemeinde Rhauderfehn sind 2 Naturdenkmale verzeichnet.
| Bild | Bezeichnung | Ort, Lage                                                                                 | Beschreibung | Schutzzweck | Nummer     |
| ---- | ----------- | ----------------------------------------------------------------------------------------- | ------------ | ----------- | ---------- |
| BW   | 3 Eichen    | Backemoor Groot Karkweg, um den Friedhof bei der Kirche (53° 11′ 14,7″ N, 7° 31′ 21,3″ O) |              | Schönheit   | ND-LER 047 |
| BW   | 2 Linden    | Westrhauderfehn Rajen 1 (Südseite) (53° 8′ 6,3″ N, 7° 34′ 24,2″ O)                        |              | Schönheit   | ND-LER 048 |

### Uplengen
In der Gemeinde Uplengen sind 21 Naturdenkmale verzeichnet.
| Bild            | Bezeichnung             | Ort, Lage | Beschreibung                                                                 | Schutzzweck                       | Nummer     |
| --------------- | ----------------------- | --- | ---------------------------------------------------------------------------- | --------------------------------- | ---------- |
| BW              | 1 Linde                 | Bühren Bührener Straße 8 (53° 18′ 23,3″ N, 7° 46′ 31,2″ O) | Die Fällung wurde 2010 genehmigt. 2018 nicht mehr auf der Naturdenkmalliste. | Eigenart, Schönheit               | ND-LER 049 |
| BW              | 2 Linden                | Remels Alter Postweg 76, Ecke Kirchstraße (53° 18′ 24,1″ N, 7° 45′ 0,7″ O) |                                                                              | Schönheit                         | ND-LER 051 |
| BW              | 1 Eiche (Friedenseiche) | Remels vor dem Ostertor bei der St.-Martins-Kirche (53° 18′ 20,3″ N, 7° 45′ 7,9″ O) |                                                                              | Schönheit, Natur- und Heimatkunde | ND-LER 052 |
| BW              | 1 Rotbuche              | Remels im Pastoreigarten der St.-Martins-Kirche (53° 18′ 26,6″ N, 7° 45′ 10,8″ O) |                                                                              | Schönheit                         | ND-LER 053 |
| BW              | 5 Linden                | Remels Alter Postweg (53° 18′ 27″ N, 7° 45′ 14″ O) |                                                                              | Schönheit, Heimatkunde            | ND-LER 054 |
| BW              | 1 Blutbuche             | Remels vor dem Einrichtungshaus Schoon (53° 18′ 26,8″ N, 7° 45′ 5,7″ O) |                                                                              | Schönheit                         | ND-LER 055 |
| BW              | 1 Eiche                 | Remels Alter Postweg 65 (53° 18′ 20,5″ N, 7° 44′ 38,8″ O) |                                                                              | Schönheit                         | ND-LER 056 |
| BW              | 1 Eiche                 | Remels Kreuzung Alter Postweg / Höststraße (53° 18′ 18,2″ N, 7° 44′ 37,2″ O) |                                                                              | Schönheit, Heimatkunde            | ND-LER 057 |
| BW              | 1 Eiche                 | Großsander auf der Wegegabel Burgstraße / Meinertsfehntjer Weg (53° 17′ 59,7″ N, 7° 48′ 18,6″ O)                                                                                             |                                                                              | Schönheit                         | ND-LER 058 |
| BW              | Lindenkranz (8 Bäume)   | Spols auf dem Dorfplatz (53° 19′ 48,9″ N, 7° 47′ 23,6″ O) |                                                                              | Eigenart, Schönheit, Heimatkunde  | ND-LER 059 |
| Fotos hochladen | 1 Linde                 | Neufirrel Alte Dorfstraße, bei der Kirche (53° 20′ 37,2″ N, 7° 41′ 54,9″ O) |                                                                              | Eigenart, Schönheit               | ND-LER 060 |
| BW              | 1 Rotbuche              | Meinersfehn Buchenstraße 38 (53° 19′ 11,4″ N, 7° 50′ 27,5″ O) |                                                                              | Eigenart, Schönheit               | ND-LER 061 |
| BW              | 1 Kastanie              | Stapel Ringstraße 9. (Gepflanzt 1850) (53° 19′ 43,8″ N, 7° 49′ 38,4″ O) |                                                                              | Eigenart, Schönheit, Seltenheit   | ND-LER 062 |
| BW              | 1 Rotbuche              | Stapel Bührener Str. 112. (Gepflanzt 1863) (53° 19′ 36,5″ N, 7° 49′ 21,4″ O) |                                                                              | Schönheit                         | ND-LER 063 |
| BW              | 1 Rotbuche              | Neufirrel Neufirreler Straße (53° 20′ 39,5″ N, 7° 41′ 1″ O) |                                                                              | Schönheit                         | ND-LER 065 |
| BW              | 1 Rotbuche              | Bühren ca. 1 km nordwestlich von Bühren, westlich vom Neulandweg (53° 19′ 0,9″ N, 7° 46′ 26,3″ O)                                                                                            |                                                                              | Schönheit                         | ND-LER 066 |
| BW              | Roter Granitfindling    | Südgeorgsfehn Auf dem Friedhof Südgeorgsfehn, Südgeorgsfehner Straße, ca. 8 m östlich der Westgrenze und ca. 19,5 m nördlich der Südgrenze des Flurstücks (53° 14′ 38,4″ N, 7° 43′ 58,1″ O)  |                                                                              |                                   | ND-LER 067 |
| BW              | 2 Granitfindlinge       | Großoldendorf Auf einer Ackerfläche südwestlich der Straße „Zum Brinkmoor“ in Großoldendorf (53° 19′ 42,3″ N, 7° 45′ 0,5″ O)                                                                 |                                                                              |                                   | ND-LER 068 |
| BW              | 1 Findling              | Neudorf Auf dem Spielplatz „Am großen Stein“ in Neudorf (53° 20′ 31,1″ N, 7° 45′ 40,3″ O) |                                                                              |                                   | ND-LER 069 |
| BW              | Findling Holle Sand     | Großoldendorf ca. 400 m vom westlichen Parkplatz entfernt am Fuß der nördlich verlaufenden Dünenkette etwa in der Mitte des Flurstücks, teilweise im Boden (53° 20′ 15,4″ N, 7° 42′ 55,8″ O) |                                                                              |                                   | ND-LER 070 |
| BW              |                         | Großsander Burgstraße 20 (53° 17′ 57,7″ N, 7° 48′ 25,9″ O) |                                                                              |                                   | ND-LER 081 |

### Weener
In der Stadt Weener sind 7 Naturdenkmale verzeichnet.
| Bild            | Bezeichnung                       | Ort, Lage                                                                                         | Beschreibung                                       | Schutzzweck                                   | Nummer     |
| --------------- | --------------------------------- | ------------------------------------------------------------------------------------------------- | -------------------------------------------------- | --------------------------------------------- | ---------- |
| BW              | 1 Rotbuche, 1 Bergahorn, 2 Linden | Weener Beim Rathaus (53° 9′ 55,4″ N, 7° 21′ 19,4″ O)                                              |                                                    | Eigenart, Schönheit, Natur- und Heimatkunde   | ND-LER 015 |
| Fotos hochladen | 1 Blutbuche                       | Weener Neue Straße 46 (53° 9′ 57,4″ N, 7° 21′ 0,9″ O)                                             |                                                    | Eigenart, Schönheit                           | ND-LER 016 |
| BW              | 1 Eiche, 1 Kastanie               | Weener Burgstraße (53° 10′ 1,2″ N, 7° 21′ 32,8″ O)                                                |                                                    | Eigenart, Schönheit, Natur- und Heimatkunde   | ND-LER 017 |
| BW              | 2 Blutbuchen                      | Weener Burgstraße (53° 10′ 2,8″ N, 7° 21′ 29,7″ O)                                                |                                                    | Eigenart, Schönheit, Natur- und Heimatkunde   | ND-LER 018 |
| BW              | Kastanienhain (7 Kastanien)       | Stapelmoor Am Burggraben der ehemaligen Spanningaburg an der L 31 (53° 8′ 1,3″ N, 7° 19′ 10,6″ O) | Im Jahr 2018 nicht mehr auf der Naturdenkmalliste. | Eigenart, Schönheit                           | ND-LER 019 |
| BW              | 1 Wintereiche                     | Weener Ahornstraße 2. (53° 9′ 33,1″ N, 7° 20′ 25,4″ O)                                            |                                                    | Eigenart, Schönheit, Heimatkunde              | ND-LER 019 |
| BW              | 1 Goldesche                       | Weener bei der Druckerei Risius an der Risiusstraße (53° 9′ 57,4″ N, 7° 21′ 0,9″ O)               |                                                    | Schönheit, Seltenheit, Natur- und Heimatkunde | ND-LER 020 |
| BW              | 2 historische Linden              | Weener Bunder Straße 4 (53° 9′ 57,4″ N, 7° 21′ 0,9″ O)                                            |                                                    | Eigenart, Schönheit, Natur- und Heimatkunde   | ND-LER 021 |

### Westoverledingen
In der Gemeinde Westoverledingen ist ein Naturdenkmal verzeichnet.
| Bild | Bezeichnung | Ort, Lage                                                                               | Beschreibung | Schutzzweck            | Nummer     |
| ---- | ----------- | --------------------------------------------------------------------------------------- | ------------ | ---------------------- | ---------- |
| BW   | 1 Blutbuche | Breinermoor Idehörner Straße, bei der ev.-luth. Kirche (53° 11′ 31,6″ N, 7° 30′ 2,2″ O) |              | Schönheit, Heimatkunde | ND-LER 049 |

## Hinweise
Am 31. Dezember 2014 waren im Landkreis Leer noch insgesamt 80 Naturdenkmale verzeichnet, von denen jedoch zwei bereits im Jahr 2010 zum Fällen genehmigt wurden. Für zwei Paare von Objekten werden je nach Veröffentlichung die gleichen Nummern genannt jedoch verschiedene Orte markiert. Die Übersicht des NLWKN nennt die Zahl von 78 Naturdenkmalen.